# Pabellón de Alemania en la Bienal de Venecia
El Pabellón de Alemania en la Bienal de Venecia es un espacio artístico ubicado en la ciudad de Venecia con motivo de la Exposición Internacional de Arte de Venecia, también conocida como Bienal de Venecia. El arquitecto Daniele Donghi diseño el Pabellón en estilo neoclásico. El edificio fue construido en 1909 y originalmente mostraba obras de la secesión de Munich. El edificio fue derruido y construido de nuevo bajo el diseño de Ernst Haiger en el año 1938.
El Comisionado  y equipo de curaduría para la contribución y participación alemana a la Bienal  de Venecia es la Oficina Federal Internacional de Alemania. Bajo la recomendación de un amplio comité de expertos y directores de museos, el ministro Alemán realiza de forma excepcional un trabajo de comisariado y es el último responsable de los artistas, la organización y la participación alemana en la Bienal. Desde el año 2013 el Goethe-Institut también participa en el proceso de selección. De 1982 hasta 1990 la República Democrática Alemana organizó sus proyectos expositivos en el Pabellón de Arte Decorativo. El Pabellón alemán fue rediseñado por Ernst Haiger e inaugurado en 1938 bajo el gobierno nazi.

## Expositores
- 1950 — Der Blaue Reiter (Comisariado: Eberhard Hanfstaengl).
- 1952 — Die Brücke (Comisariado: Eberhard Hanfstaengl).
- 1954 — Heinz Battke, Leo Cremer, Edgar Ende, Paul Klee, Karl Kunz, Oskar Schlemmer, Rudolf Schlichter, Hans Uhlmann, Mac Zimmermann (Comisario: Eberhard Hanfstaengl).

- 1958 — Karl Otto Götz, Fred Thieler, Julius Bissier, Rolf Cavael, Werner Gilles, Otto Herbert Hajek, Wassily Kandinsky, Heinrich Kirchner, Fritz Koenig, Hans Mettel, Otto Pankok, Hans Platschek, E. Andreas Rauch, Karl Schmidt-Rottluff, Johanna Schütz-Wolff, Emil Schumacher, K. R. H. Sonderborg, Wilhelm Wessel y Hans Wimmer. (Comisariado: Eberhard Hanfstaengl).
- 1960 — Willi Baumeister, Julius Bissier, Emil Cimiotti, Karl Schmidt-Rottluff, Rupert Stöckl, Werner Schreib y Ernst Weiers. (Comisariado: Konrad Röthel).
- 1962 — Werner Gilles, HAP Grieshaber, Erich Heckel, Alfred Lörcher, Brigitte Meier-Denninghoff y Emil Schumacher. (Comisariado: Konrad Röthel).
- 1964 — Joseph Fassbender y Norbert Kricke. (Comisionado: Eduard Trier).
- 1966 — Horst Antes, Günter Haese, Ferdinand Ris (Comisionado: Eduard Trier).
- 1968 — Horst Janssen, Richard Oelze (Comisionado: Alfred Hentzen).
- 1970 — Kaspar-Thomas Lenk, Heinz Mack, Georg Karl Pfahler y Günther Uecker (Comisionado: Dieter Honisch).
- 1972 — Gerhard Richter (Comisionado: Dieter Honisch).
- 1976 — Joseph Beuys, Jochen Gerz y Reiner Ruthenbeck. (Comisionado: Klaus Gallwitz).
- 1978 — Dieter Krieg, Ulrich Rückriem. (Comisionado: Klaus Gallwitz).
- 1980 — Georg Baselitz, Anselm Kiefer. (Comisionado: Klaus Gallwitz).
- 1982 — Hanne Darboven, Gotthard Graubner, Wolfgang Laib (Commissioner: Johannes Cladders).
- 1984 — Lothar Baumgarten, A. R. Penck (Commissioner: Johannes Cladders).
- 1986 — Sigmar Polke. (Comisionado: Dierk Stemmler).
- 1988 — Felix Droese. (Comisionado: Dierk Stemmler).
- 1990 — Bernd and Hilla Becher, Reinhard Mucha. (Comisionado: Klaus Bußmann).
- 1993 — Hans Haacke, Nam June Paik. (Comisionado: Klaus Bußmann).
- 1995 — Katharina Fritsch, Martin Honert y Thomas Ruff. (Comisionado: Jean-Christophe Ammann).
- 1997 — Gerhard Merz, Katharina Sieverding (Comisionado: Gudrun Inboden).
- 1999 — Rosemarie Trockel (Comisionado: Gudrun Inboden).
- 2001 — Gregor Schneider. (Comisionado: Udo Kittelmann).
- 2003 — Candida Höfer, Martin Kippenberger. (Comisariado: Julian Heynen).
- 2005 — Thomas Scheibitz y Tino Sehgal. (Comisariado: Julian Heynen).
- 2007 — Isa Genzken (Comisariado: Nicolaus Schafhausen).
- 2009 — Liam Gillick. (Comisariado: Nicolaus Schafhausen).
- 2011 — Christoph Schlingensief (Comisariado: Susanne Gaensheimer)
- 2013 — Ai Weiwei, Romuald Karmakar, Santu Mofokeng y Dayanita Singh (Comisariado: Susanne Gaensheimer)
- 2015 — Tobias Zielony, Hito Steyerl, Olaf Nicolai, Jasmina Metwaly y Philip Rizk. (Comisariado: Florian Ebner).
- 2017 — Anne Imhof (Comisariado: Susanne Pfeffer).
- 2019 — Natascha Sadr Haghighian (Comisariado: Franciska Zólyom).